# Mo'Nique

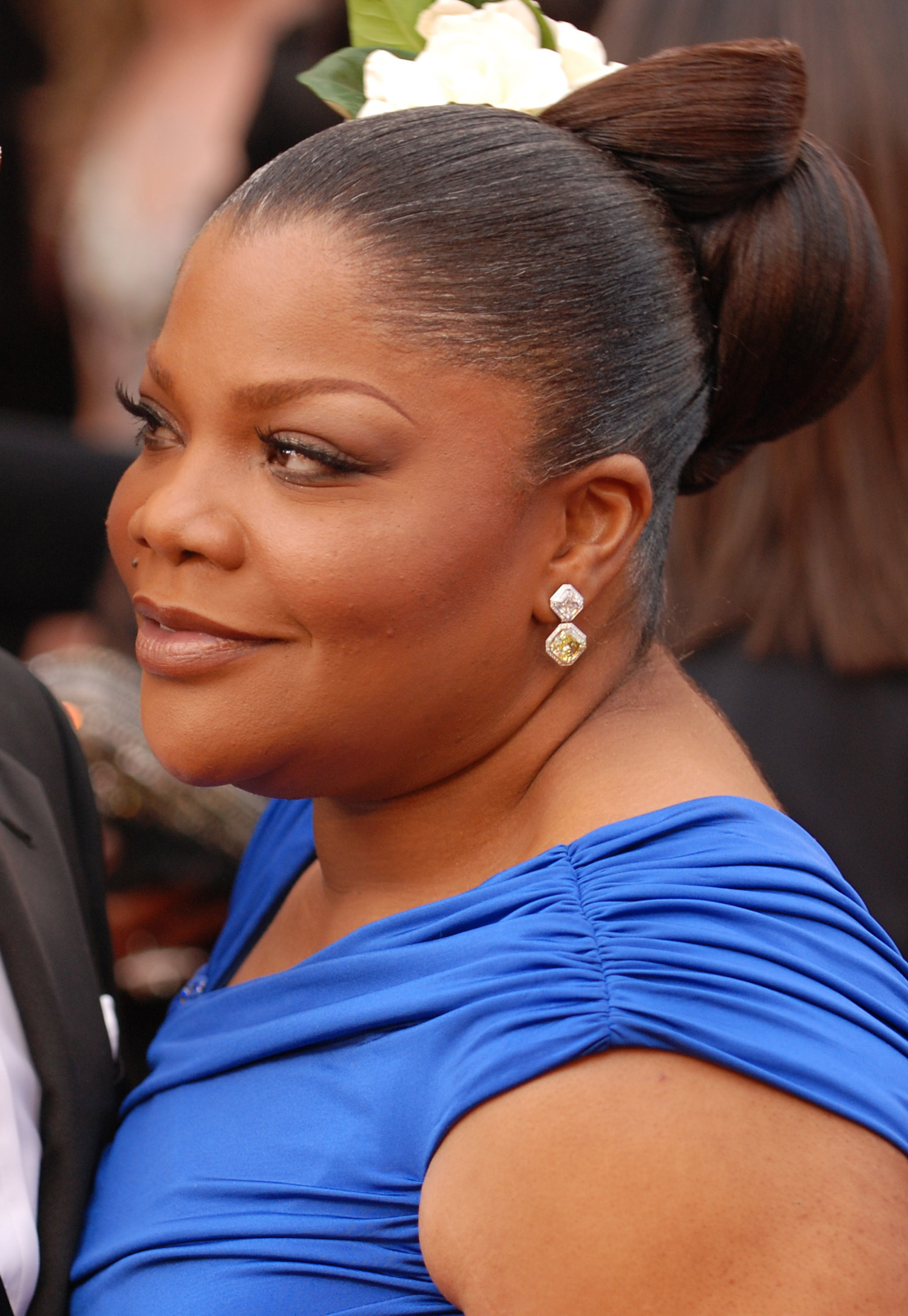
Mo'Nique på Oscarsgalan 2010.

Monique Angela Hicks, känd under artistnamnet Mo'Nique, född Imes den 11 december 1967 i Woodlawn utanför Baltimore, Maryland, är en amerikansk komiker och skådespelerska.
Hon blev känd i rollen som Nikki i TV-serien The Parkers 1999-2004 och som ståuppkomiker. Från 2000 har hon också medverkat i flera filmer. Hon spelade biroller i filmer som Soul Plane (2004), Domino (2005) och Welcome Home, Roscoe Jenkins (2008) samt huvudrollen i Phat Girlz (2006).
2009 medverkade hon i filmen Precious för vilken hon belönades med en Oscar för bästa kvinnliga biroll. För samma roll vann hon även en Golden Globe och Black Reel Award. 
Vid sidan av filmkarriären har hon även haft sin egen reality-TV-serie, Mo'Nique's Fat Chance och pratshowen The Mo'Nique Show. Hon har även skrivit boken Skinny Women Are Evil: Notes of a Big Girl in a Small-Minded World och en kokbok, Skinny Cooks Can't Be Trusted.